# Sulafa Tower
La Sulafa Tower est un gratte-ciel construit en 2010 à Dubaï. Il est situé à proximité de nombreux autres gratte-ciel résidentiels, parmi lesquels Marina 101, 23 Marina, ou encore l'Elite Residence. La Sulafa Tower est située au milieu des plus hauts gratte-ciel de Dubaï Marina. Le 21 juillet 2016, un incendie se déclare au 35e étage sans faire de victimes. 